# اچ‌ام‌اس استانچ (۱۸۰۴)
اچ‌ام‌اس استانچ (۱۸۰۴) (به انگلیسی: HMS Staunch (1804)) یک کشتی بود که طول آن ۸۰ فوت (۲۴ متر) بود. این کشتی در سال ۱۸۰۴ ساخته شد.